# Habenaria pseudohamata
Habenaria pseudohamata là một loài thực vật có hoa trong họ Lan. Loài này được Toscano mô tả khoa học đầu tiên năm 1992.